# Famara Diédhiou
Famara Diédhiou (født 15. december 1992) er en senegalesisk fodboldspiller, der spiller for den tyrkiske klub Alanyaspor.